# Річка (Косівський район)
Рі́чка — село Косівського району Івано-Франківської області. Входить до складу Косівської міської громади. Давній осередок народного мистецтва Гуцульщини.
Село Річка розташоване на річці Річка (басейн Пруту), за 15 км на захід від міста Косова та 45 км від залізничної станції Заболотів. Перша згадка про село Річка як населений пункт датується 1660 роком.
Цей населений пункт належить до Річківської сільської ради Косівського району Івано-Франківської області. Територіально с. Річка межує з селами Соколівка, Яворів, Шешори, Брустури та Шепіт. Візуально межі села визначаються горами Брусний, Буковець, Кичера. В селі налічується 18 присілків.
У 2021 р. відкрили нову амбулаторію.
В межах села на річці Річка та її притоках розташовані водоспади Річка (2.5 м) та Річенька (2 м).

## Назва
Щодо походження назви даного населеного пункту, то згідно з легендою на території села 400 років тому шуміли столітні ліси, а на вершинах були полонини. Власником цих полонин був багач Мицкан. Він вирішив оселити над річкою свого сина. Згодом виникло село, хати будували вздовж річки. Ось так і виникла назва села Річка. Село Річка розташоване по обидва боки ріки Річка. Аналогічна назва населеного пункту та головного водоймища села, вказує не на те, що тут жили люди «без уяви», а що наші пращури шукали гармонії з природою, розуміли важливість води як життєдайного джерела, тому відобразили це в назвах.

## Освіта
Перша школа в селі Річка була збудована в 1875 році та мала одну класну кімнату. До того часу навчання проводилось в хаті Мицкана Петра Онуфрійовича. В 1958 році відкрито семирічну школу в центрі та три початкові школи на присілках Кичера, Припір, Рижі. В 1976 відкрито загальноосвітню школу І-ІІІ ступенів.
За часів польського панування в селі діяла читальня «Скала». В 1946 році була створена сільська бібліотека. Талановита молодь села Річка брала участь у танцювальному та драматургічному гуртках. Молоддю села були поставлені п'єси: «Украдене щастя», «Безталанна», «Сатана в бочці».

## Народне мистецтво
Особливо поширене мистецтво художньої обробки дерева. Неповторні колорити інкрустації по дереву можна прослідкувати в родинних династіях села Річка. Серед найвідоміших майстрів Марко Мегединюк, Микола Медвідчук, брати Якіб'юки, родини Тонюків, Кіщуків, Грималюків та Шатруків. Асортимент виробів — це переважно речі домашнього вжитку, настінні прикраси. Поширеними техніками декорування виробів з дерева були: інкрустація перламутром, кольоровим металом, бісером та різними породами деревини.
Творчість Марка Мегединюка мала вплив на формування стильових ознак усієї річківської школи. Із його багатої спадщини до нас дійшло декілька виробів. Його роботи зберігаються в багатьох музеях та свого часу експонувалися у Відні, Празі, Бухаресті.

Також у Річці працюють майстри виробу дерев'яного посуду бондарської роботи, декорованого випалюваним рослинним і геометричним орнаментом (Іван Грималюк), різьбярі по дереву, із застосуванням інкрустації, інтарсії і точених дзвіночків (Марко Мегединюк, Ілько Кіщук, Михайло Медвідчук, Микола Пітиляк, Яків Тонюк, Дмитро Тонюк, Ф. Якиб'юк, Іван Абрамович, М. Біляк та ін.) та мосяжники — гравірування та інкрустація на металі (Іван Тинкалюк, В. Медвідчук, Ілько Кіщук).
Орнаменти художнього випалювання використовувалися для оздоблення побутових предметів. Прикладом цього є творчість відомого майстра Івана Юрійовича Грималюка. У сім'ї Грималюків мистецтво бондарства у поєднанні з художнім випалюванням стало спадкоємною професією. Його твори користувались великою популярністю, виставлялись у різних містах України та експортувались до багатьох країн світу.
Село Річка є й осередком художньої обробки металу. Значну художню спадщину тут залишили майстри мосяжного мистецтва Марко Мегединюк, Микола Медвідчук, Іван Тинкалюк та Михайло Медвідчук. В асортименті їх виробів — пряжки, брошки, ґудзики, кулони, канцелярське приладдя, лускоріхи, топірці, декоративні метали, які використовували для орнаментування шкіряних виробів.
У розвиток мистецтва художньої обробки шкіри на Гуцульщині зробили свій внесок вихідці з с. Річка Т. Мегединюк, Степан та Іван Пітеляки, Микола Медвідчук та Ілько Кіщук.
У селі Річка також виготовляють художні вироби іграшок із сиру (А. Грепиняк), сопілки, а з одягу — кептарі, запаски та пояси. Річківські майстри колись об'єднувались в двох цехах виробничо-художнього об'єднання «Гуцульщина» в місті Косові. Тепер більшість річківських майстрів мають звання майстра народної творчості і є членами професійних мистецьких спілок.
У селі є музей гуцульського мистецтва.

## Церква
Детальніше: Церква Святого Василя Великого (Річка)
Церква Святителя Василія Великого1896 року. Церква дерев'яна, на її стінах зберігся олійний живопис. Церква п'ятизрубна хрестоподібна в плані з квадратною навою і невеликими зрубами бокових рамен, до неї прибудовані два ґанки та ризниці. Дзвіниця цегляна, отинькована, з п'ятьма арковими прорізами для дзвонів. Належить до ПЦУ. Настоятель — протоієрей Володимир Левицький.
Церква в Річці — характерний зразок споруди гуцульської школи народної дерев'яної архітектури.

## У мистецтві
- Село зображено в документальному радянському фільмі 1978 року від режисера Олександра Коваля "Дід Іван із села Річки" [5].

## Люди
- Абрамович Іван Петрович (1921—1978) — український різьбяр, інкрустатор, мосяжник;
- Грималюк Іван Васильович (нар. 1933) — український майстер художнього різьблення на дереві.
- Грималюк Іван Юрійович (1904—1989) — український майстер художнього випалювання на дереві.
- Кіщук Василь Федорович (1904—1977) — український майстер різьблення на дереві.
- Кіщук Микола Зиновійович (1919—1998) — український майстер різьблення на дереві.
- Кіщук Микола Федорович (1910—1993) — український майстер різьблення на дереві.
- Мегединюк Марко Степанович (1842—1912) — український народний різьбяр;
- Тинкалюк Іван Юхимович (нар. 1924) — український майстер художньої обробки металу;
- Тонюк Дмитро Федорович (1924—1977) — український майстер художнього різьблення по дереву;
- Тонюк Яків Васильович (1903–1958) — український майстер художнього різьблення по дереву;
- Пітиляк Микола Іванович (1909—1968) — український майстер художнього різьблення та інкрустації по дереву.

## Електронні джерела
- Офіційний сайт села Річка Косівського району
- Довідник села Річка [Архівовано 16 липня 2020 у Wayback Machine.]
- Облікова картка села на офіційному вебсайті Верховної Ради України[недоступне посилання з квітня 2019]